# Personele unie

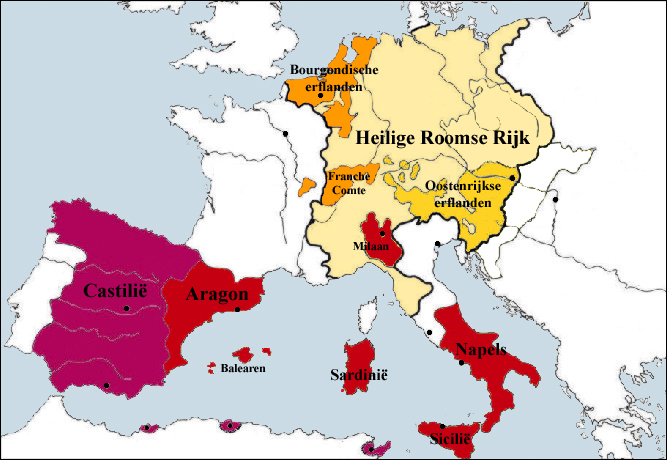
De personele unie van keizer Karel V

Een personele unie is een staatsvorm waarbij twee of meer staten hetzelfde staatshoofd hebben, waar iedere staat de jure onafhankelijk is. De staten behouden hun eigen politieke identiteit, recht, kerkelijke organisatie, parlement en bestuursorganen. Een personele unie mag niet worden verward met een federatie zoals de Verenigde Staten of België, die als één enkele staat worden beschouwd.
Personele unies kunnen ontstaan door toeval (de echtgenote van een koning van het ene land wordt door de dood van haar vader/broer koningin van haar land van herkomst en haar kind erft dus beide landen) maar kunnen ook een verkapte vorm van annexatie zijn. Personele unies zijn in sommige gevallen in de wet opgenomen, maar dat hoeft niet altijd zo te zijn. In het laatste geval kan een personele unie vrij gemakkelijk ontbonden worden als er verschillen in de erfopvolging zijn tussen de beide landen. Zo waren het Koninkrijk der Nederlanden en het Groothertogdom Luxemburg van 1815 tot 1890 in een personele unie verbonden. Toen Willem III stierf zonder een zoon na te laten werd hij in Nederland door zijn dochter Wilhelmina opgevolgd. In Luxemburg kon een vrouw echter geen troonopvolger zijn. Luxemburg beriep zich op de Salische Wet om een mannelijke opvolger te eisen, waardoor het huis van Oranje-Nassau het groothertogdom verloor.
Personele unies komen voornamelijk voor in monarchieën en zijn daarom tegenwoordig vrij zeldzaam. Een bekend voorbeeld zijn de vijftien Commonwealth realms.
Binnen een soevereine staat (in volkenrechtelijke zin) kan één monarch aan het hoofd staan van meerdere regeringen. Zo voert de Koning der Nederlanden de regering van het Koninkrijk, maar voert hij ook de regeringen van Nederland, Aruba, Curaçao en Sint Maarten. In de federale monarchieën Australië en Canada is Charles III ook de monarch van iedere deelstaat. In het Duitse Keizerrijk was de Duits keizer tevens koning van Pruisen.
Ook in het bedrijfsleven wordt de term 'personele unie' wel gebruikt voor een belangengemeenschap, waarbij twee of meer bedrijven onder dezelfde leiding worden gesteld.

## Voorbeelden

### Andorra
- Deels personele unie met Frankrijk sinds 1607 (de Franse president is een van de staatshoofden van Andorra).

### België
Personele unie met Kongo-Vrijstaat van 1885 tot 1908 onder Leopold II, daarna als Belgisch-Congo ingelijfd bij België tot 1960.

### DeBourgondischeenHabsburgse Nederlanden
De hertogen van Bourgondië waren in hun talloze landen graaf, heer of hertog. Hun erfgenaam keizer Karel V was in zijn gebieden, die heel Europa omspanden, Karel I, II, III, IV of V.

### Denemarken
- Personele unie met Noorwegen van 1380 tot 1536 (daarna werd Noorwegen officieel bij Denemarken ingelijfd).
- De Kalmarunie met Noorwegen en Zweden van 1389 tot 1521.
- De koningen van Denemarken waren van 1460 tot 1864 ook hertog van Sleeswijk en Holstein (Holstein viel onder het Heilige Roomse Rijk).
- Personele unie met IJsland van 1918 tot 1944.

### Engeland
- Personele unie met Frankrijk tijdens de regering van Hendrik V.
- Personele unie met Ierland van 1541 tot 1707.
- Personele unie met Schotland van 1603 tot 1707 (daarna samengevoegd tot het koninkrijk Groot-Brittannië).

### Frankrijk
- Deels personele unie met Andorra sinds 1607 (de Franse president is een van de staatshoofden van Andorra).
- Onder keizer Napoleon I bestond er een personele unie met Polen en Italië. Napoleon was Koning van Italië en Groothertog van Warschau.

### Groot-Brittannië
- Personele unie met Ierland van 1707 tot 1801 (daarna samengevoegd tot het Verenigd Koninkrijk van Groot-Brittannië en Ierland).
- Personele unie met het Keurvorstendom en Koninkrijk Hannover van 1714 tot 1803 en van 1814 tot 1837.

De koning van het Verenigd Koninkrijk van Groot-Brittannië en Noord-Ierland is ook het staatshoofd van Australië, Canada, Nieuw-Zeeland en diverse andere onafhankelijke staten die ooit Britse koloniën waren. De Britse koning is ook hoofd van het Gemenebest, een statenbond die een groot aantal landen, op drie na alle voormalige koloniën van Groot-Brittannië, verenigt.

### Hannover
- Personele unie met Groot-Brittannië en Ierland van 1714 tot 1801.
- Personele unie met het Verenigd Koninkrijk van 1801 tot 1837.

### Heilige Roomse Rijk
- Personele unie met Spanje van 1519 tot 1556.

De keizer van het Heilige Roomse Rijk der Duitse Natie was steeds een gekozen vorst die ook andere, geërfde, gebieden bestuurde. De keizers waren dus ook, afhankelijk van de keizerkeuze, keurvorsten in Duitsland of hertogen van Beieren, koningen van Bohemen en Hongarije of koningen van Spanje en Napels.

### Hongarije
- Personele unie met Oostenrijk van 1867 tot 1918 (de Oostenrijks-Hongaarse Dubbelmonarchie).

### IJsland
- Personele unie met Denemarken van 1918 tot 1944.

### Ierland
- Personele unie met Engeland van 1541 tot 1707.
- Personele unie met Schotland van 1603 tot 1707.
- Personele unie met Groot-Brittannië van 1707 tot 1801 (daarna samengevoegd tot het Verenigd Koninkrijk).
- Personele unie met Hannover van 1714 tot 1801.
- Personele unie met het Verenigd Koninkrijk van 1922 tot 1949.

### Kongo-Vrijstaat
- Personele unie met België van 1885 tot 1908 onder Leopold II (daarna als Belgisch Kongo tot 1960 ingelijfd bij België).

### Litouwen
- Personele unie met Polen van 1386 tot 1569 (daarna samengevoegd tot het Pools-Litouwse Gemenebest).

### Luxemburg
- Personele unie met Nederland van 1815 tot 1890.

### Nadjd en Hidjaz
- Bestond van 1926 tot 1932 na verovering van laatstgenoemde door sultanaat Nadid.

### Nederland
- Willem III van Oranje was koning van Engeland en Schotland. Hij oefende als stadhouder veel gezag uit in de Nederlanden waar de soevereiniteit lag bij de Staten-Generaal. Daarnaast was hij een vorst in het Heilige Roomse Rijk.
- Personele unie met Luxemburg van 1815 tot 1890.
- Personele unie met Limburg van 1839 tot 1866.

### Noorwegen
- Personele unie met Zweden van 1319 tot 1343.
- Personele unie met Denemarken van 1380 tot 1536 (daarna ingelijfd bij Denemarken).
- De Kalmarunie met Denemarken en Zweden van 1389 tot 1521.
- Personele unie met Zweden van 1814 tot 1905.

### Oostenrijk
- Personele unie met Hongarije van 1867 tot 1918 (de Oostenrijks-Hongaarse Dubbelmonarchie).

### Polen
- Personele unie met Litouwen van 1386 tot 1569 (daarna samengevoegd tot het Pools-Litouwse Gemenebest).
- Personele unie met het keurvorstendom Saksen.
- Onder keizer Napoleon I bestond er een personele unie met Frankrijk en Italië.

### Portugal
- Personele unie met Spanje van 1580 tot 1640.

### Rusland
- Personele unie met Finland van 1809 tot 1917.

### Schotland
- Personele unie met Engeland en Ierland van 1603 tot 1707 (daarna samengevoegd tot Groot-Brittannië).

### Spanje
- Personele unie binnen Iberisch Schiereiland tussen Aragon en Castilië (1469-1659)
- Personele unie met het Heilige Roomse Rijk van 1519 tot 1556.
- Personele unie met Portugal van 1580 tot 1640.
- Personele unie met Napels in de 17e en 18e eeuw.

### SleeswijkenHolstein
- Personele unie met Denemarken van 1460 tot 1864.

### Verenigd Koninkrijk
- Personele unie met Hannover van 1801 tot 1837.
- Personele unie met Ierland van 1922 tot 1949.
- Deel van het Gemenebest sinds 1927.

### Zweden
- Personele unie met Noorwegen van 1319 tot 1343.
- De Kalmarunie met Denemarken en Noorwegen van 1389 tot 1521.
- Personele unie met het Pools-Litouwse Gemenebest van 1592 tot 1599.
- Personele unie met Noorwegen van 1814 tot 1905.